# Festuca cyllenica
Festuca cyllenica är en gräsart som beskrevs av Pierre Edmond Boissier och Theodor Heinrich von Heldreich. Festuca cyllenica ingår i släktet svinglar, och familjen gräs.
Artens utbredningsområde är Grekland.

## Underarter
Arten delas in i följande underarter:
- F. c. pangaei
- F. c. thasia
- F. c. uluana